# Pandemia de COVID-19 na Gâmbia
Este artigo documenta os impactos da pandemia de COVID-19 na Gâmbia e pode não incluir todas as principais respostas e medidas contemporâneas.

## Cronologia
Em 17 de março, o primeiro caso de COVID-19 na Gâmbia foi confirmado, tratando-se de uma mulher de 20 anos de idade que havia voltado do Reino Unido.